# Scapulaseius baiyunensis
Scapulaseius baiyunensis är en spindeldjursart som först beskrevs av Wu 1982.  Scapulaseius baiyunensis ingår i släktet Scapulaseius och familjen Phytoseiidae. Inga underarter finns listade i Catalogue of Life.